# Tanekaha Waterfalls
Die Tanekaha Waterfalls sind Wasserfälle auf der Nordinsel Neuseelands. Sie liegen in einem hügeligen Waldgebiet nordwestlich der Ortschaft Mangawhai im Kaipara District. Ihre Fallhöhe beträgt insgesamt rund 25 Meter.
Vom Besucherparkplatz an der 300 King Road zweigen die Tanekaha Walks ab. Der 3 km lange Tanekaha Falls Track führt in einer zweistündigen Retourwanderung an den drei Fallstufen der Wasserfälle vorbei.